# St. Francis (Wisconsin)
St. Francis – miasto w Stanach Zjednoczonych, w stanie Wisconsin, w hrabstwie Milwaukee.